# Андрияновская (станция)
Андрия́новская — перевальная станция Восточно-Сибирской железной дороги на Транссибирской магистралив Слюдянском районе Иркутской области.
Относится к Улан-Удэнскому региону ВСЖД. Находится на расстоянии 5273 километра от Москвы на территории железнодорожного посёлка Андрияновская.
30 мая 2019 года пресс-служба ВСЖД сообщила, что проект реконструкции станции Андрияновская получил положительное заключение Главгосэкспертизы. В третьем квартале 2019 года планировалось начать реконструкцию станции, длительность работ оценивалась в 2,5 года. Реконструкция станции Андриановская позволила увеличить пропускную способность участка Транссиба.

## Пригородное сообщение по станции
| № поезда | Маршрут движения                   | № поезда | Маршрут движения                   |
| -------- | ---------------------------------- | -------- | ---------------------------------- |
| 6336     | Иркутск-Сортировочный — Выдрино    | 6337     | Выдрино — Иркутск-Сортировочный    |
| 6334     | Иркутск-Сортировочный — Байкальск  | 6335     | Байкальск — Иркутск-Сортировочный  |
| 6306     | Иркутск-Сортировочный — Слюдянка I | 6317     | Слюдянка I — Иркутск-Сортировочный |
| 6312     | Иркутск-Сортировочный — Слюдянка I | 6329     | Слюдянка I — Иркутск-Сортировочный |
| 6324     | Иркутск-Сортировочный — Слюдянка I | 6333     | Слюдянка I — Иркутск-Сортировочный |